# Herenstraat (Utrecht)
De Herenstraat is een straat in het centrum van de Nederlandse stad Utrecht. Tot de zijstraten behoort de Oudekamp.

## Geschiedenis
Mogelijk was in het begin van de 14e eeuw de ruimte binnen de stadsmuren schaarser geworden. Hoe dan ook werd in 1338 gestart met de aanleg van deze straat door onbebouwd gebied. In het oosten liep de straat tot aan de stadsmuur en in het eind van die eeuw werd de Nieuwegracht aan de westzijde van de straat aangelegd. Nog gedurende de 14e eeuw vond de uitgifte van percelen plaats waarop bebouwing kon verrijzen. De straat stond (ook wel) bekend als de Winsenstege. Vandaag de dag is de circa 200 meter lange Herenstraat aan weerszijden bebouwd met onder meer 15 rijksmonumenten en loopt tussen de Paulusbrug en de Herenbrug.

## Bekende bewoners
In de Herenstraat hebben in de loop der eeuwen relatief veel bekende kunstenaars gewoond en/of gewerkt:
4 (vroeger pand op deze plek): geboortehuis en woning van beeldend kunstenaar-schrijver William (later Dirkje) Kuik, 1929-35.

5: woonhuis musicus Hendrik Andriessen, 1934-48, vader van componisten Jurriaan, Louis en Caecilia en fluitiste Heleen.

19: atelier van architect Piet Klaarhamer en schilder Bart van der Leck, ca. 1905-10. 

21bis: woning componist-musicoloog Wouter Paap, jaren dertig en later.

23: woning & atelier schilder Anthon van Rappard, eind 19e eeuw, bij wie Vincent van Gogh 1883 les in kleurgebruik kreeg.

25: woning van landschapsschilder Cornelis van Poelenburch, 1632-37.

27, 1e verd.: woning classica Josine van Dam van Isselt, 1934-69, vriendin van dichter Martinus Nijhoff, die hier juni/sept. 1940 tijdelijk inwoonde.
28. Woning van prof. F.H. Quix, hoogleraar keel-neus-oorheelkunde en zijn echtgenote Christina Baronesse van Wassenaer. De woning stond bekend als 'Museum Quix', om het interieur met kunstwerken en antiquiteiten.

33: woning en atelier van glasschilder Heinrich Geuer, 1874-1904.

42: schrijver A. Alberts woonde hier, jaren dertig, op kamers tijdens zijn studie indologie.

46: woning en praktijk van tandarts Christina Guldemond, bij wie de dichteres Ida Gerhardt tijdens haar studie op kamers woonde, 1926-34.
Anders dan weleens beweerd wordt heeft de schrijver Simon Vestdijk niet in deze straat gewoond.

## Trivia
- Aan de Herenstraat 34-36 bevindt zich een baptistenkerk, de zogeheten Silokerk.[3] Dit is een voormalige rooms-katholieke schuilkerk uit 1821-1822, gesticht door de Augustijnen, en na het gereedkomen van de nieuwe St.Augustinuskerk aan de Oudegracht overgedragen aan een seculiere statie, die tot dan toe aan de Dorstige Hartsteeg gevestigd was en in 1877 de nieuwe St.Willibrordkerk aan de Minrebroederstraat betrok.[4]
- Tussen nummers 27 en 31 bevindt zich een poortje ("Anno 1623") naar het voormalige Herenhofje, het kleinste hofje in Utrecht bestaande uit twee inpandige kameren.[5] Tussen 2007 en 2013 bracht literair theatertje Salon Saffier in een aangebouwd zaaltje in dit hofje zijn voorstellingen.
- Er bevond zich aan de Herenstraat 25 ooit een tehuis voor vrouwen en meisjes.[6] De vereniging ter behartiging van de belangen van jonge meisjes is opgericht in 1890 en werd in 1971 opgeheven.[7]